# NGC 7195
NGC 7195 (другие обозначения — PGC 67940, MCG 2-56-9, ZWG 428.22, NPM1G +12.0546) — галактика в созвездии Пегас.
Этот объект входит в число перечисленных в оригинальной редакции «Нового общего каталога».